# 成田路
成田路，是日本純種競賽馬匹。生涯活躍於中長途賽事，共獲獎金9億9011萬2000日圓，總戰績30戰8勝，名次分佈為8-6-8-8。主要勝場包括1999年菊花賞一場一級賽，以及1999年彌生賞、2001年和2002年阪神大賞典、2002年京都紀念及京都大賞典共五場二級賽。2003年年初退役後，成為社台Stallion Station的種馬。2005年11月7日，因急性心臟衰竭去世，生前配種三年共留下子嗣311匹。

## 出賽前
1996年4月4日出身於北海道門別町（今日高町）佐佐木牧場，成長途中被馬主山路秀則購入。
其後交由栗東訓練中心練馬師沖芳夫訓練。

## 競賽生涯

### 3歲（現2歲）
1998年12月5日出戰阪神競馬場3歲新馬戰，雖然於比賽途中一直保持穩定節奏及於直路表現不俗，但仍然未能追上前方的Meiner Success，以頸位差距落敗。
其後出戰另外一場3歲新馬戰，採用先行戰術下保持在第二的位置，進入直路後瞬間進入加速狀態衝出，最終拋離後方賽駒1馬位取得首勝。

### 4歲（現3歲）
1999年年初以條件戰福壽草特別作爲起動，但再度被領放馬拋離下以第三完賽。
其後出戰如月賞，比賽途中一直保持於先頭位置，進入直路後隨即和一同衝出的Eishin Cameron展開纏鬥，最終率先透出下以頸位優勢壓贏對手取得首個分級賽冠軍。
3月7日出戰彌生賞，賽前落後愛慕織姬取得第二人氣。比賽開始後，其處於第七左右的位置展開推進，並於通過第三彎道後瞬間加速爬升至到第二的位置。進入直路後，即管其於剛才經已提早進行加速，但其仍然可以繼續保持衝刺狀態，最終抵擋後方愛慕織姬的攻勢下，以1馬位優勢再下一城。
4月18日出戰皋月賞，比賽初段其保持於中團第八的位置逐步推進，並於進入直路後成功爆發末腳速度衝出。然而於終點線前，由外檔展開強襲的好歌劇經已殺到，成田路無法阻止對手的追擊下被超越，其後亦未能壓制同主馬Osumi Bright，最終以第三完賽。
其後出戰東京優駿（日本打吡），雖然其於皋月賞出現失利，但仍然於賽前取得第一人氣。比賽開始後，其處於中團靠後位置等待時機，並於進入直路後一早發力成功衝出並一度取得領先。然而於直路終端，後方的愛慕織姬亦以凌厲的速度殺到並和成田路展開纏鬥，最終其於稍微處於下風的情況下被對手率先透出，以頸位差距憾負。
夏季進行放草過後於10月回歸出戰京都新聞盃，但再度未能阻止愛慕織姬的攻勢下敗於對手取得第二。
其後按照計劃出戰菊花賞，賽前落後愛慕織姬及好歌劇取得第三人氣。比賽開始後，其順應1000米64.3秒的超慢步速於先頭第四位置推進，以愛慕織姬及好歌劇則於中團左右的位置。通過第四彎道時候，騎師渡邊薰彥選擇指揮其提早加速，令其於進入直路後成功進佔有利位置展開加速。直路中段，其憑藉優秀的加速力超越前方賽駒取得領先，及後繼續保持衝刺狀態下以頸位優勢壓制後上的好歌劇，奪得生涯首個一級賽冠軍。

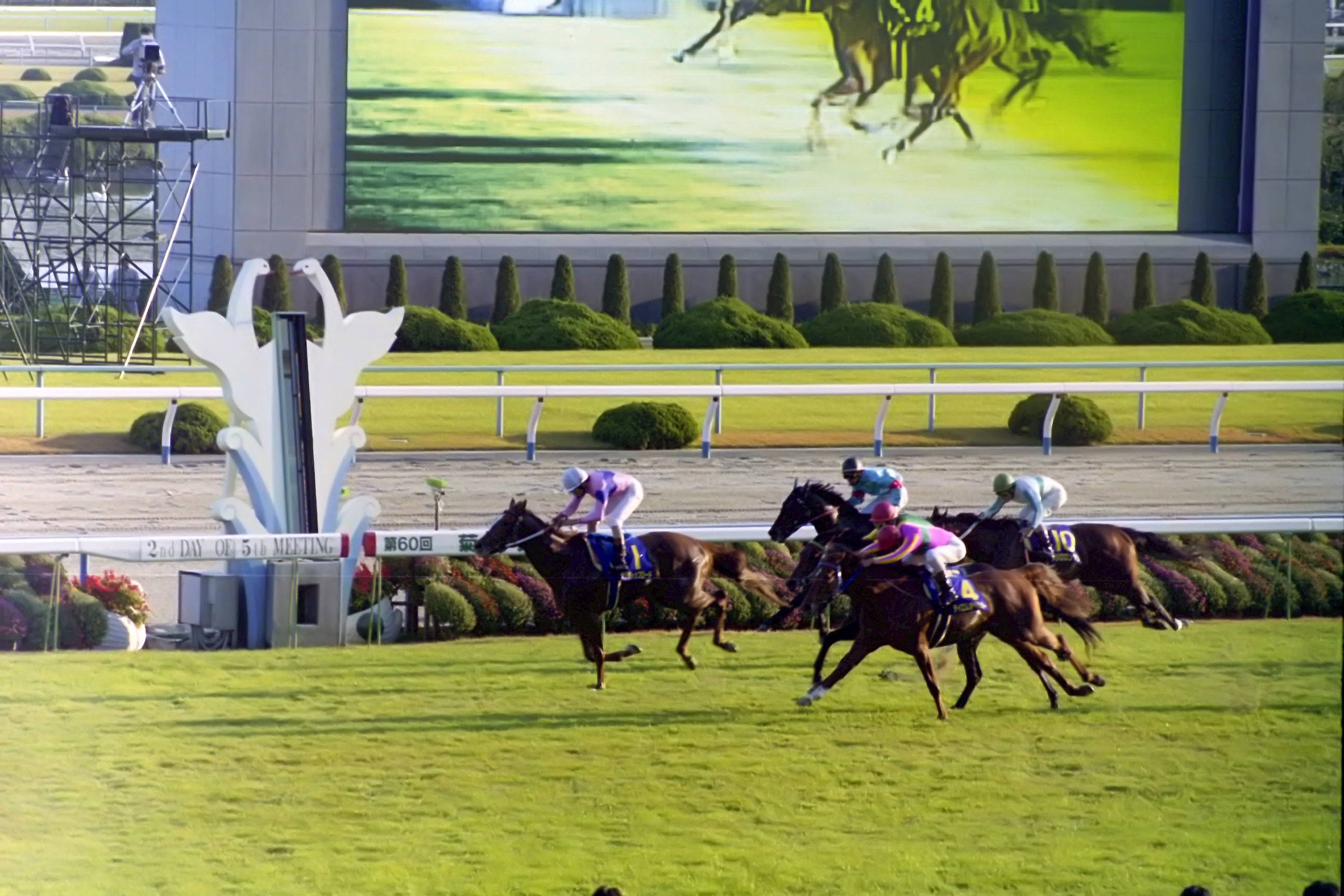
出戰菊花賞的成田路

12月26日出戰有馬紀念挑戰一衆年長馬匹，然而於採取先行戰術下於直路突然失速，最終以第七落敗。

### 5歲（現4歲）
2000年其以京都紀念作爲首戰，於其中發揮不俗的表現，僅於直路上敗於一同衝出的老對手好歌劇，以頸位差距落敗奪得亞軍。
其後出戰阪神大賞典及春季天皇賞亦可以保持穩定的姿態，最終奪得兩連季。
入秋後其以京都大賞典作爲起動戰，比賽初段選擇於前方位置推進，縱然於直路上跑出優秀的末腳速度，但於仍然未能壓制好歌劇之下以頭位憾負。
其後表現稍爲下滑，先於秋季天皇賞及長途馬錦標分別以第五及第四完賽，其後於有馬紀念更以第九大敗。

### 5歲[a]
2001年其於年度首戰京都紀念取得第三後出戰阪神大賞典。並於賽前獲得第一人氣。比賽開始後，其保持於約莫第六的中團位置緩慢推進，但於通過第三彎道後稍微提速進佔先頭的位置。進入直路後，其於勢頭不減之下不斷加速，最終轟出後600米34.8秒的恐怖末腳下拋離第二名8馬位率先衝線奪冠，而其3分2.5秒的時間亦打破草地3000米的世界紀錄。
4月29日乘勢出戰春季天皇賞，雖然於直路上進佔先頭有利位置展開加速，但被好歌劇及名將戶仁超越下僅以第三完賽。
完成秋季天皇賞後進入放草，並於10月7日出戰京都大賞典。然而於比賽途中，成田路在直路加速時候，位於其左邊的黃金旅程突然內閃並和其有所碰撞，最終導致其失去平衡亦令騎師渡邊落馬，賽會隨即判處其比賽中止。
由於此落馬事故造成成田路的身體輕微受傷，因而陣營決定避戰秋季天皇賞並直接出戰日本盃，於其中僅敗於森林寶穴及好歌劇取得第三。
12月23日出戰有馬紀念，本次比賽採取居中戰術下未能於直路突破，最終沉沒於馬群之中也以第十大敗。

### 6歲
2002年繼續以京都紀念作爲年度首戰，雖然於其中需要背負高達60公的頂磅，但仍然可以於捉路上不斷衝刺保持優勢，最終以頭位壓贏第二的城中金星取得暌違1年1個月的冠軍。
其後出戰阪神大賞典，比賽途中跟隨領放馬於第二的位置推進，並於進入直路後展現優秀的反應瞬間加速，其後更於跑出全場最佳末腳之下不斷拉開對手，最終拋離第二的森林寶穴2馬位成功連霸此賽事。
4月28日出戰春季天皇賞，雖然賽前獲得第一人氣，但於直路上未能最大程度加速，最終無法最上前方的曼城茶座之下再被森林寶穴超越，以第三完賽。
完成春季天皇賞後其進入放草，並於10月6日出戰京都大賞典。比賽初段選擇於第五左右的位置推進，進入直路後隨即加速轟出優秀的末腳，成功拋離第二的鶴丸小子2 1/2馬位取得冠軍。
10月27日出戰秋季天皇賞，雖然於進入直路後一直處於有利的位置，但於直路中段逐漸力弱下被外檔衝刺的吉兆瞬間超越，最終以3/4馬位差距落敗得第二。
其後出戰日本盃及有馬紀念，但未能發揮優秀的表現下僅以第十及第四完賽。
有馬紀念過後陣營決定安排其退役，並於2003年1月19日在京都競馬場舉行退役儀式。

### 詳細賽績
| 日期       | 舉辦國家 | 馬場 | 距離   | 級別 | 賽事名稱   | 負重 | 騎師     | 馬號 | 出馬 | 名次     | 時間     | 頭馬（二馬）       |
| ---------- | -------- | ---- | ------ | ---- | ---------- | ---- | -------- | ---- | ---- | -------- | -------- | ------------------ |
| 5/12/1998  | 日本     | 阪神 | 草2000 |      | 3歲新馬    | 54   | 渡邊薰彥 | 9    | 11   | 2        | 2:06.2   | Meiner Success     |
| 27/12/1998 | 日本     | 阪神 | 草2000 |      | 3歲新馬    | 55   | 渡邊薰彥 | 12   | 13   | 1        | 2:04.0   | （Tai Gubijinso）  |
| 10/1/1999  | 日本     | 京都 | 草2000 |      | 福壽草特別 | 55   | 渡邊薰彥 | 8    | 15   | 3        | 2:02.3   | Thrilling Sunday   |
| 7/2/1999   | 日本     | 京都 | 草1800 | GIII | 如月賞     | 55   | 渡邊薰彥 | 5    | 15   | 1        | 1:49.1   | （Eishin Cameron） |
| 7/3/1999   | 日本     | 中山 | 草2000 | GII  | 彌生賞     | 55   | 渡邊薰彥 | 12   | 15   | 1        | 2:03.5   | （愛慕織姬）       |
| 18/4/1999  | 日本     | 中山 | 草2000 | GI   | 皋月賞     | 57   | 渡邊薰彥 | 8    | 17   | 3        | 2:00.7   | 好歌劇             |
| 6/6/1999   | 日本     | 東京 | 草2400 | GI   | 東京優駿   | 57   | 渡邊薰彥 | 11   | 18   | 2        | 2:25.4   | 愛慕織姬           |
| 17/10/1999 | 日本     | 京都 | 草2200 | GII  | 京都新聞盃 | 57   | 渡邊薰彥 | 8    | 18   | 2        | 2:12.3   | 愛慕織姬           |
| 7/11/1999  | 日本     | 京都 | 草3000 | GI   | 菊花賞     | 57   | 渡邊薰彥 | 1    | 15   | 1        | 3:07.6   | （好歌劇）         |
| 26/12/1999 | 日本     | 中山 | 草2500 | GI   | 有馬紀念   | 55   | 渡邊薰彥 | 1    | 14   | 7        | 2:37.8   | 草上飛             |
| 20/2/2000  | 日本     | 京都 | 草2200 | GII  | 京都紀念   | 58   | 渡邊薰彥 | 9    | 11   | 2        | 2:13.8   | 好歌劇             |
| 19/3/2000  | 日本     | 阪神 | 草3000 | GII  | 阪神大賞典 | 58   | 渡邊薰彥 | 5    | 9    | 3        | 3:09.8   | 好歌劇             |
| 30/4/2000  | 日本     | 京都 | 草3200 | GI   | 春季天皇賞 | 58   | 渡邊薰彥 | 11   | 12   | 3        | 3:17.8   | 好歌劇             |
| 8/10/2000  | 日本     | 京都 | 草2400 | GII  | 京都大賞典 | 59   | 渡邊薰彥 | 10   | 12   | 2        | 2:26.0   | 好歌劇             |
| 29/10/2000 | 日本     | 東京 | 草2000 | GI   | 秋季天皇賞 | 58   | 渡邊薰彥 | 3    | 16   | 5        | 2:00.5   | 好歌劇             |
| 2/12/2000  | 日本     | 中山 | 草3600 | GII  | 長途馬錦標 | 59   | 渡邊薰彥 | 3    | 11   | 4        | 3:45.9   | Hot Secret         |
| 24/12/2000 | 日本     | 中山 | 草2500 | GI   | 有馬紀念   | 57   | 的場均   | 4    | 16   | 9        | 2:35.1   | 好歌劇             |
| 17/2/2001  | 日本     | 京都 | 草2200 | GII  | 京都紀念   | 59   | 的場均   | 11   | 14   | 3        | 2:12.5   | Maquereau          |
| 18/3/2001  | 日本     | 阪神 | 草3000 | GII  | 阪神大賞典 | 59   | 渡邊薰彥 | 3    | 12   | 1        | 3:02.5   | （Erimo Brian）    |
| 29/4/2001  | 日本     | 京都 | 草3200 | GI   | 春季天皇賞 | 58   | 渡邊薰彥 | 12   | 12   | 3        | 3:16.4   | 好歌劇             |
| 8/10/2001  | 日本     | 京都 | 草2400 | GII  | 京都大賞典 | 59   | 渡邊薰彥 | 4    | 7    | 比賽中止 | 比賽中止 | 好歌劇             |
| 25/11/2001 | 日本     | 東京 | 草2400 | GI   | 日本盃     | 57   | 渡邊薰彥 | 10   | 15   | 3        | 2:24.4   | 森林寶穴           |
| 23/12/2001 | 日本     | 中山 | 草2500 | GI   | 有馬紀念   | 57   | 渡邊薰彥 | 5    | 13   | 10       | 2:33.9   | 曼城茶座           |
| 16/2/2002  | 日本     | 京都 | 草2200 | GII  | 京都紀念   | 60   | 渡邊薰彥 | 9    | 9    | 1        | 2:11.8   | （城中金星）       |
| 17/3/2002  | 日本     | 阪神 | 草3000 | GII  | 阪神大賞典 | 59   | 渡邊薰彥 | 4    | 9    | 1        | 3:07.9   | （森林寶穴）       |
| 28/4/2002  | 日本     | 京都 | 草3200 | GI   | 春季天皇賞 | 58   | 渡邊薰彥 | 5    | 11   | 3        | 3:19.6   | 曼城茶座           |
| 6/10/2002  | 日本     | 京都 | 草2400 | GII  | 京都大賞典 | 59   | 四位洋文 | 1    | 8    | 1        | 2:23.6   | （鶴丸小子）       |
| 27/10/2002 | 日本     | 中山 | 草2000 | GI   | 秋季天皇賞 | 58   | 四位洋文 | 1    | 18   | 2        | 1:58.6   | 吉兆               |
| 24/11/2002 | 日本     | 中山 | 草2200 | GI   | 日本盃     | 57   | 四位洋文 | 13   | 16   | 10       | 2:13.1   | 飛霸               |
| 22/12/2002 | 日本     | 中山 | 草2500 | GI   | 有馬紀念   | 57   | 渡邊薰彥 | 11   | 14   | 4        | 2:33.4   | 吉兆               |

a 2001年開始，日本跟隨國際馬齡顯示標準，以實歲標記馬匹

## 退役後
退役後，成田路成爲了配種馬，於北海道早來町（今安平町）社台Stallion Station休養，在2003年進行配種，首批子嗣於2004年出生。首批子嗣可於2006年出賽。2007年4月22日，Bella Rheia在花仙錦標取勝，成爲首匹勝出分級賽的子嗣。
2005年2月其被發現有膀胱結石，於配種優先的方針下治療被延遲，因而在配種季節過後才被安排手術。縱然手術非常成功，但於11月7日其仍然因急性心臟衰竭死亡，享年僅9歲。

### 主要子嗣

#### 分級賽優勝子嗣
2004年生
- Bella Rheia（花仙錦標）

## 血統簡介
父系Soccer Boy爲日本賽駒，生涯戰績優秀且活躍於一哩賽事，曾勝出1988年之一哩冠軍賽。祖父Dictus爲法國賽駒，生涯戰績彪炳，曾勝出傑克莫華大賽及諾卓亭大賽等賽事。
母系Floral Magic爲美國賽駒，生涯戰績不俗，曾勝出當地表列賽。外祖父Affirmed爲美國賽駒，生涯戰績彪炳，爲美國三冠馬，而除三冠外亦曾勝出香檳錦標、 荷李活打吡及加州錦標等其他十一項一級賽。

### 血統表
| 父線：Gainsborough系（Touchstone系）   |                            |                  |                |
| 種馬 Soccer Boy 1985年（深栗色）       | Dictus 1967年（栗色）      | Sanctus          | Fine Top       |
| 種馬 Soccer Boy 1985年（深栗色）       | Dictus 1967年（栗色）      | Sanctus          | Sanelta        |
| 種馬 Soccer Boy 1985年（深栗色）       | Dictus 1967年（栗色）      | Doronic          | Worden         |
| 種馬 Soccer Boy 1985年（深栗色）       | Dictus 1967年（栗色）      | Doronic          | Dulzetta       |
| 種馬 Soccer Boy 1985年（深栗色）       | Dyna Sash 1979年（棗色）   | 北方風味         | 北地舞人       |
| 種馬 Soccer Boy 1985年（深栗色）       | Dyna Sash 1979年（棗色）   | 北方風味         | Lady Victoria  |
| 種馬 Soccer Boy 1985年（深栗色）       | Dyna Sash 1979年（棗色）   | Royal Sash       | Princely Gift  |
| 種馬 Soccer Boy 1985年（深栗色）       | Dyna Sash 1979年（棗色）   | Royal Sash       | Sash of Honour |
| 繁殖雌馬 Floral Magic 1985年（深棗色） | Affirmed 1975年（栗色）    | Exclusive Native | Raise a Native |
| 繁殖雌馬 Floral Magic 1985年（深棗色） | Affirmed 1975年（栗色）    | Exclusive Native | Exclusive      |
| 繁殖雌馬 Floral Magic 1985年（深棗色） | Affirmed 1975年（栗色）    | Won't Tell You   | Crafty Admiral |
| 繁殖雌馬 Floral Magic 1985年（深棗色） | Affirmed 1975年（栗色）    | Won't Tell You   | Scarlet Ribbon |
| 繁殖雌馬 Floral Magic 1985年（深棗色） | Rare Lady 1974年（深棗色） | Never Bend       | Nasrullah      |
| 繁殖雌馬 Floral Magic 1985年（深棗色） | Rare Lady 1974年（深棗色） | Never Bend       | Lalun          |
| 繁殖雌馬 Floral Magic 1985年（深棗色） | Rare Lady 1974年（深棗色） | Double Agent     | Double Jay     |
| 繁殖雌馬 Floral Magic 1985年（深棗色） | Rare Lady 1974年（深棗色） | Double Agent     | Conniver       |
| 雌系：號族：18                         |                            |                  |                |
| 五代內近親交配：{{{cross}}}            |                            |                  |                |

## 命名由來
名字中，Narita（ナリタ）是馬主山路秀則冠名，出自其所住的大阪府寢屋川市中的成田山大阪別院明王院，Top Road（トップロード）意思是：「頂點的道路」，香港則直接翻譯為「路」。

## 外部連結
- 成田路 netkeiba.com
- 成田路 sportsnavi.com
- 成田路 jbis.or.jp
- 成田路 racingpost.com
- 血統表